# Burak Karaduman
Burak Karaduman (* 23. Februar 1985 in Ankara) ist ein ehemaliger türkischer Fußballspieler.

## Karriere

### Verein
Karaduman begann 1998 in der Jugend vom Hauptstadtverein MKE Ankaragücü mit dem Vereinsfußball. Hier erhielt er zwar bereits im Sommer 2004 einen Profivertrag, jedoch wurde er erst im Frühjahr 2005 in den Profikader aufgenommen. Bis zum Saisonende absolvierte er drei Erstligaspiele. Die nachfolgenden zwei Spielzeiten wurde er überwiegend in der Stammformation eingesetzt. Mit der Saison 2007/08 kam Karaduman zu immer weniger Spieleinsätzen. Schließlich wurde er für die Rückrunde der Spielzeit an den Zweitligisten Sakaryaspor ausgeliehen. 
Im Sommer 2009 verließ er Ankaragücü endgültig und heuerte anschließend beim Zweitligisten Karşıyaka SK. Mit diesem Verein löste er bereits nach einem Monat seinen Vertrag auf und wechselte zum Erstligisten Diyarbakırspor. Bei diesem Verein kam er nur gelegentlich zu Spielzeiten. Nachdem seine Mannschaft zum Saisonende den Klassenerhalt verpasst hatte, verließ Karaduman den Diyarbakırspor.
Im Sommer 2010 blieb Karaduman der Süper Lig treu und heuerte beim Aufsteiger Konyaspor an. Nachdem er hier in der Hinrunde zu lediglich zwei Spieleinsätzen gekommen war, wechselte Karaduman zum Zweitligisten Mersin İdman Yurdu. Bei diesem Verein absolvierte er bis zum Saisonende die meisten Ligaspiele und stieg als Meister in die Süper Lig auf.
Nach dem Aufstieg blieb Karaduman vorerst bei Mersin İY. Da er aber bis zur Winterpause kein Pflichtspieleinsatz absolviert hatte, verließ er diesen Verein und spielte anschließend der Reihe nach für Turgutluspor, Giresunspor und Altay Izmir.
Zur Spielzeit 2013/14 wechselte Karaduman in die TFF 1. Lig zu Karşıyaka SK.
Nach 30 Einsätzen und einem Tor, wechselte er in der Sommerpause 2014 für eine Saison zu Denizlispor. Nach zwei weiteren Stationen bei Sarıyer SK und Anadolu Selçukspor wechselte er zur Sommerpause 2016 wieder zurück zu Denizlispor, konnte sich jedoch nicht durchsetzen und verließ den Verein im Januar 2017 in Richtung Van Büyükşehir Belediyespor.

### Nationalmannschaft
Zu seiner Zeit bei MKE Ankaragücü absolvierte Karaduman in der Saison 2001/02 zwei Freundschaftsspiele für die türkische U-18-Fußballnationalmannschaft, jeweils gegen die russische Auswahl. In der Saison 2005/06 kam er zu vier Einsätzen für die türkische U-21-Fußballnationalmannschaft.

## Erfolg
Mersin İdman Yurdu
- Meisterschaft der TFF 1. Lig: 2010/11
- Aufstieg in die Süper Lig: 2010/11